# Секст Варий Марцел
Секст Варий Марцел (на латински: Sextus Varius Marcellus) е човек от конническото съсловие по времето на Римската империя, който се издига до ранг сенатор. Секст Варий Марцел е женен за Юлия Соемия и е предполагаемият баща на император Елагабал.
Въпреки че Марцел има малък административен опит, император Септимий Север го изпраща през 197 г. в провинция Британия да помага на губернатора Вирий Луп в опитите му за реорганизация на размирната провинция. Марцел изпълнява длъжността на провинциален прокуратор, грижи се както за събирането на данъците, така и за управлението на финансите на провинцията.
Император Каракала – наследник на Септимий Север, назначава Мрцел за преториански префект (от 213 до 216 г.) на мястото на Папиниан и като praefectus urbi (в края на 211 г.) на мястото на Луций Фабий Цилон.